# Mère Cottivet

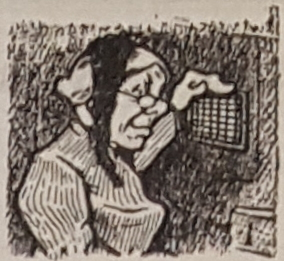
La Mère Cottivet (1924)

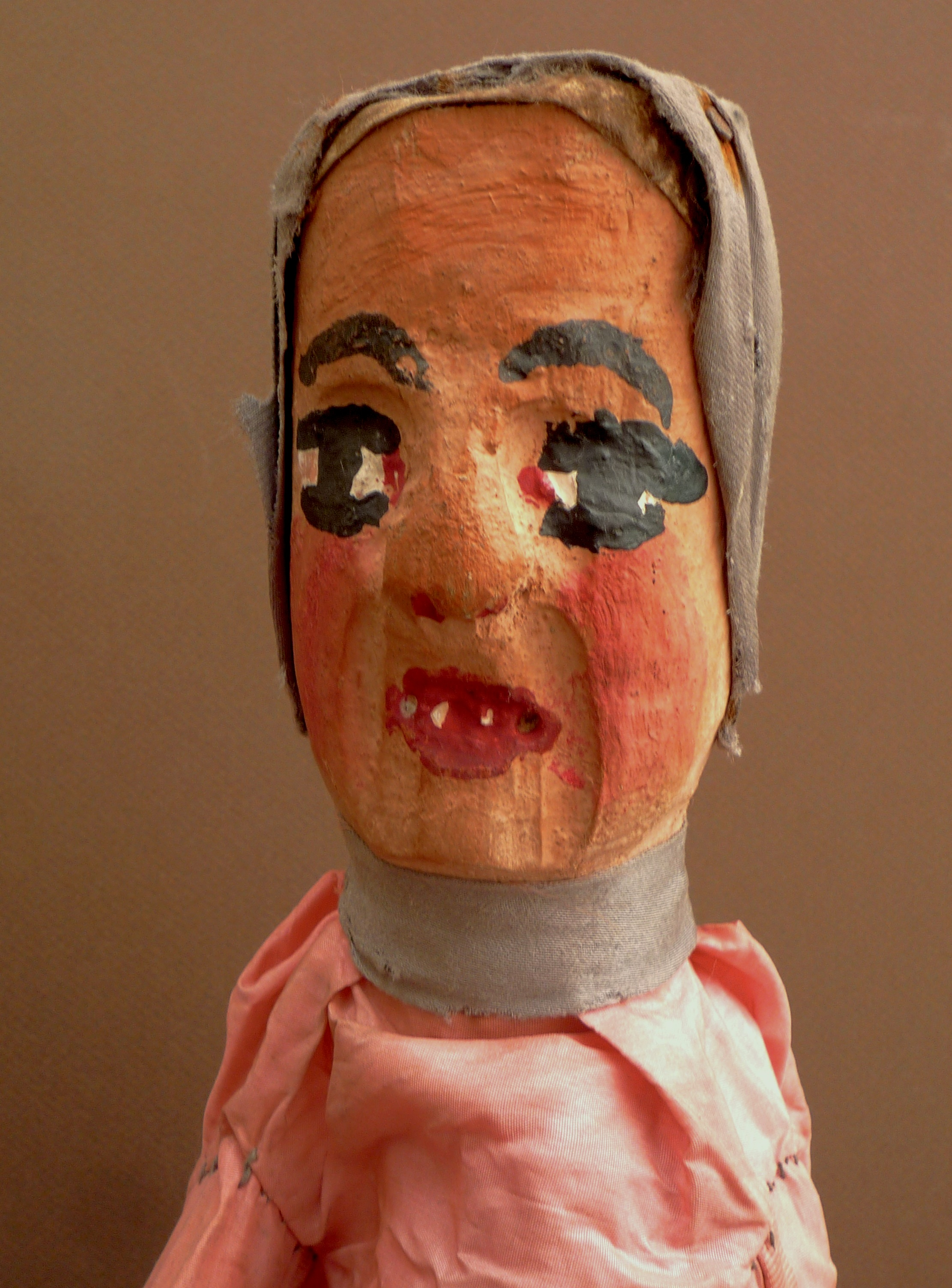
La Mère Cottivet
dans le théâtre de Guignol.

Personnage de fiction haut en couleur créé dans les années 1920, la Mère Cottivet représentait une concierge lyonnaise.

## Éléments biographiques
Le personnage de la Mère Cottivet a été créé en 1923 par l’auteur humoriste Élie Périgot-Fouquier (1891-1971) dans le journal satirique Guignol dirigé par Joanny Lorge. Au fil de ses Chroniques titrées initialement De darnier mon Judas (« De derrière mon judas »), Benoîte Cottivet, concierge croix-roussienne, commentait l’actualité dans le « langage Guignol » hérité de la presse satirique lyonnaise du XIXe siècle (le mot cot(t)ivet signifie « cou, nuque » dans le parler lyonnais).
Ces chroniques ont donné lieu à des sketchs radiophoniques interprétés par l’auteur, diffusés tous les mercredis de 11h à midi par Radio Lyon entre 1927 et le 17 décembre 1971.
La Mère Cottivet a aussi été interprétée par le chansonnier Marie Benoît Antoine Renard, dit Benoîst Mary (1864-1944).
Parfaite pipelette, les sketchs de la Mère Cottivet commençaient toujours par la phrase « En descendant montez donc, vous verrez le petit comme il est grand ».
Elle habitait au 99, « cent moins n’un » de la Montée de la Grande Côte, donc tout en bas de la Montée, et au dernier étage de l’immeuble et finissait par « À mercredi que vin mes belins belines ».
Le personnage de la Mère Cottivet a connu un succès aussi important que Guignol à Lyon, dont elle est devenue un personnage en parodiant les mœurs et les pratiques des hommes politiques.

## Extrait d’une chronique de la mère Cottivet
Chronique parue dans le journal Guignol du 21 juin 1930 (les notes explicatives ne sont pas de l’auteur) :

« Le mami Beaugraton est un tireur bien chenu, mais ne fois encore y n’était mal tombé... on lui avait donné des boules ac’que des golets autour des caboches... ça fait qu’à châque coup qu’y voulait tirer, ses doigts rentraient dans les trous et la boule lui demeurait dans la menine !
Hou ! Sainte Marie à la coque ! Pensez si le pauvre était aux cents coups ! Lui que voulait prendre sa revanche ! Le Glaudius gongonnait aussi... ses boules ne voulaient pas rouler et décanillaient toutes de bizangoin! N’y avait de quoi appeler le bon Dieu Michel.
– « Lyon va être déshonoré ! » que piâillait que me ça le mami Beaugraton.
– « Les canuts vont me prendre pour un babian ! » que quinchait le Glaudius.
Y pensaient de collagne à la Fanny, et moi je ne décessais pas de me graboter les fesses à cause des « cousins » qui me délavoraient à tire-l’hâricot. Ce n’est que vers le soir, au mement de décaniller que le Glaudius s’est puis rendu compte pourquoi ses saloperies de boules ne voulaient rien chiquer poû rouler. Le matin y n’avait ressemelé une paire de grollons, alors que m’y l’avait les menines pleines de pège, ça arrâpait par terre que me ne boule de gomme. Ni une, ni deux, le finaud s’est mis à cramiauter sû les boules et, finâblement, ça roulait si tellement bien que n’y en a que s’ensauvaient jusque dans les planches... »